# Aeroporto di Bijsk
L'aeroporto di Bijsk in russo Аэропорт Бийск? in inglese: BIYSK AIRPORT) (codice ICAO: UNBI) è un aeroporto civile della Russia, situato a 12 chilometri a est della cittadina di Bijsk, nella territorio dell'Altaj, in Siberia sud-occidentale. L'Aeroporto di Bijsk è stato aperto nel 1960 ed è conosciuto anche come aeroporto di Bijsk-Zonal'naja.

## Dati tecnici
L'aeroporto di Bijsk è dotato attualmente di una pista attiva. La lunghezza della pista attiva è di 1 500 m x 42 m.
Il peso massimo degli aerei al decollo è di 34,8 tonnellate.
L'aeroporto è equipaggiato per la manutenzione, l'atterraggio/decollo degli aerei: Antonov An-2, Antonov An-24, Antonov An-26, Antonov An-28, Antonov An-30, Antonov An-32, Antonov An-72, Antonov An-74, Yakovlev Yak-40, Let L-410.
La capacità attuale dell'Aeroporto di Bijsk è di 200 persone/ora. Attualmente l'aeroporto dispone di 6 parcheggi per gli aerei.

## Strategia
L'aeroporto di Bijsk sarà ricostruito con l'ampliamento del Terminal Nazionale e della pista con l'ammodernamento dei sistemi di navigazione e della radiolocazione che permetterebbe la manutenzione, l'atterraggio/decollo di tutti i tipi di aerei esistenti. Inoltre, è prevista la costruzione del Terminal Internazionale completamente nuovo con i nuovi parcheggi per gli aerei. La capacità dell'aeroporto dovrebbe raggiungere in futuro 600 persone/ora. La ricostruzione dell'aeroporto di Bijsk fa parte del progetto russo per la creazione di una zona con uno statuto economico speciale nel territorio dell'Altaj.